# Schop (gebruiksvoorwerp)

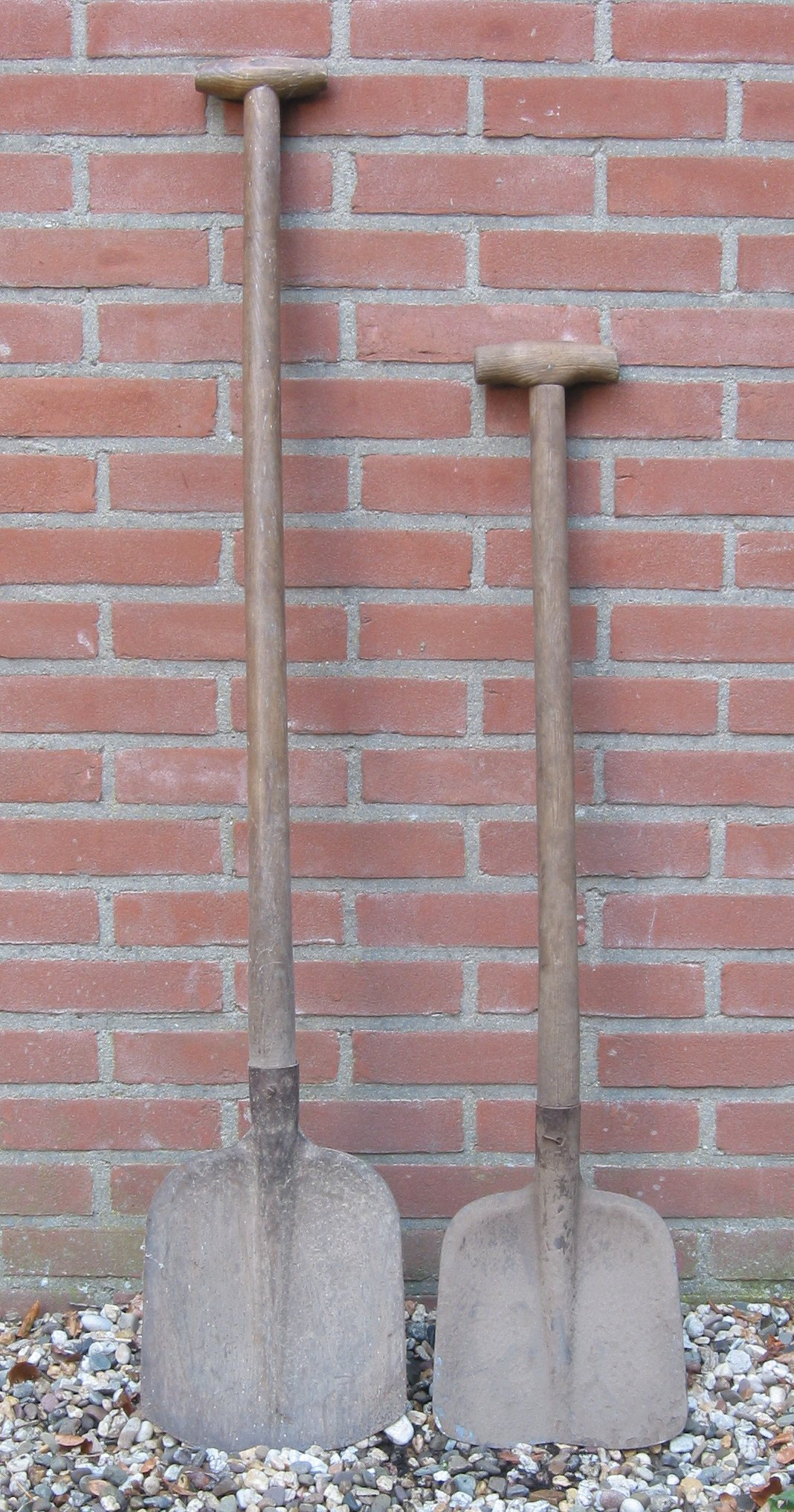
Links een schop met recht blad, rechts een schop met gebogen blad

Een schop, schep of schup is een stuk gereedschap, tuingereedschap dat gebruikt wordt voor graafwerk en voor het verplaatsen van zand, grind, grond of ander los materiaal, zoals graan. De schop heeft in hoofdzaak twee delen: het blad en de steel. Een schop met een holling, waardoor grond er goed op blijft liggen, wordt gebruikt voor het opscheppen. Men kan er prima grond mee verplaatsen. Om een stuk grond af te steken of om het begin van een kuil te maken is een spade of een schop met een recht blad echter beter geschikt. Ook de steel van deze twee scheppen is verschillend. Voor het makkelijk opscheppen is een kortere steel nodig dan bij het spitten.

## Soorten schoppen
- Een bats is een schop met een wat gebogen steel die specifiek is bedoeld om dingen mee op te scheppen en te verplaatsen.
- Een spade is een schop om de grond mee om te spitten
- Een plantenschepje heeft een kort hol blad met korte steel, voor één hand, om onkruid uit te steken of planten te (ver)planten
- Een pioniersschop is een inklapbare schop

## Speelgoed
Het schopje of schepje, dat deel uitmaakt van zandbakspeelgoed, is een kleine variant van de schop. Het wordt vooral door kinderen gebruikt om in een zandbak of op het strand putten te graven, vormen te vullen en zandkastelen te bouwen.

## Afbeeldingen

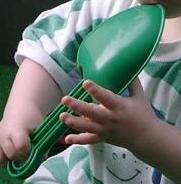
Een plastic zandschepje voor kinderen
Beaardingsschep van verzilverd koper met ingegraveerd doodshoofd en vier pijlen, aan houten steel, tussen 1700 en 1799, Museum Catharijneconvent
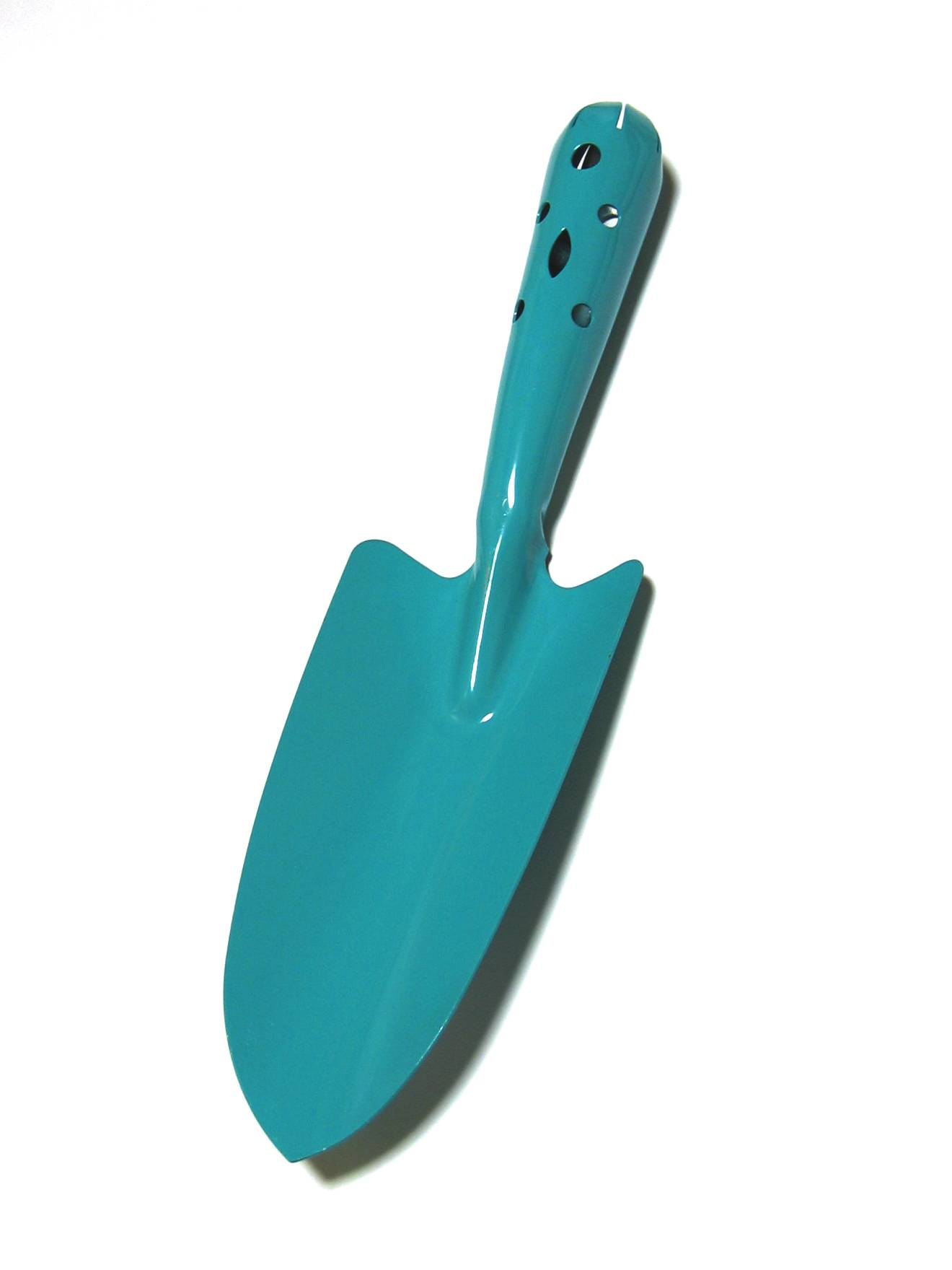
Plantenschepje